# 崔鲁
崔鲁（?—?），一作崔橹。荊南（今湖北荆州）人。
廣明年間進士。仕至棣州（今山东惠民）司马。嗜酒如命，但無酒品，醉酒亂罵人。一日又醉罵郎中陸肱，酒醒後愧甚，作诗谢罪曰：“醉时颠蹶醒时羞，麴蘖催人不自由。叵耐一双穷相眼，不堪花卉在前头”。陸肱就原諒他。工於诗，效法杜牧，“才情麗而近蕩”，“尤能詠物”。有《無譏集》四卷，已佚。《全唐诗》卷五六七收其诗十六首。